# Виљарика
Виљарика (шп. Villarrica) је општина у Чилеу. По подацима са пописа из 2002. године број становника у месту је био 27.408.

## Демографија
| 2002.  |
| ------ |
| 27.408 |